# Tire, Django, tire
Pour plus de détails, voir Fiche technique et Distribution.
Tire, Django, tire (Spara, Gringo, spara) est un western spaghetti italien coécrit et réalisé par Bruno Corbucci (crédité comme Frank B. Corlish), sorti en 1968.

## Synopsis
Bandit condamné à mort, Chad Stark s'évade de prison et assassine l'un de ses associés. Menacé de pendaison, un riche rancher mexicain, Gutierrez lui propose de le sauver à condition qu'il lui ramène son fils, Fidel, qui a quitté la demeure familiale pour rejoindre la bande d'un célèbre hors-la-loi, le Major. 
Lorsqu'il réussit sa mission, en le kidnappant pour le forcer à revenir chez son père contre son gré, le truand découvre que Fidel n'est pas le fils légitime de son employeur, dont l'épouse était déjà enceinte d'un autre homme lors de leur union, qui souhaite l'éliminer afin de laver son honneur. Après avoir sympathisé avec Fidel, Stark décide de le protéger de son père. Mais la situation s'envenime lorsque Major arrive au ranch de Gutierrez.

## Fiche technique
- Titre original : Spara, Gringo, spara
- Titre français : Tire, Django, tire
- Réalisation : Bruno Corbucci (crédité comme Frank B. Corlish)
- Scénario : Bruno Corbucci et Mario Amendola (crédités comme Dean Whitcomb)
- Montage : Daniele Alabiso
- Musique : Sante Maria Romitelli
- Photographie : Fausto Zuccoli
- Production : William Sachs
- Société de production et distribution : Cemofilm
- Pays d'origine :  Italie
- Langue originale : italien
- Format : couleur
- Genre : western spaghetti
- Durée : 88 minutes
- Dates de sortie : 
  -  Italie : 31 août 1968
  -  France : 24 novembre 1971

## Distribution
- Brian Kelly : Chad Stark
- Keenan Wynn : Major Charlie Doneghan
- Erika Blanc : Sally Londonderry
- Folco Lulli : Don Hernando Gutierrez
- Fabrizio Moroni : Fidel (crédité comme Fred Munroe)
- Linda Sini : Dona Sol Gutierrez (créditée comme Virginia Field)
- Rik Battaglia : capitaine Norton (crédité comme Carl Mann)
- Giovanni Pallavicino : Gordon York (crédité comme Ronald Auston)
- Enzo Andronico : Gunther
- Luigi Bonos : sergent Peck (crédité comme Duane Bowland)
- Furio Meniconi : Dickson (crédité comme Robert Anthony)
- Robert Beaumont : Warner (crédité comme Roland Bartrop)
- Lina Franchi : Rosita (créditée comme Bonnie Miles)
- Bruno Ariè : Pablo (crédité comme James Mendez)
- Osiride Pevarello : Fuertas (crédité comme Armando Garcia)
- Ignazio Leone : le docteur
- Luca Sportelli : le barista
- Krista Nell : Sheila